# Shirō Azumi
Shirō Azumi (安積 四郎?, Azumi Shirō; fl. XX secolo) è stato un calciatore giapponese, di ruolo attaccante.

## Carriera
Shirō Azumi debuttò il 23 maggio 1923 nella Nazionale di calcio del Giappone,  durante l'edizione di quell'anno dei Giochi dell'Estremo Oriente a Osaka, giocando contro le Filippine, contro le quali il Giappone vinse segnando 2 gol. Disputò inoltre la partita del 24 maggio contro la Cina, che si concluse con un risultato di 5-1 a favore dei giapponesi.
Partecipò inoltre all'edizione del 1925 a Manila dei Giochi dell'Estremo Oriente, giocando nella partita contro le Filippine del 17 maggio (4-0). Non segnò gol.
Fece parte anche della squadra comunale di Osaka.